# Niddal El Mellouhi
Niddal El Mellouhi est metteur en scène et auteur et comédien algérien né 1972 à Sidi Bel Abbes.

## Biographie

### Études
Il est diplômé de Conservatoire Municipal d’Art Dramatique  Sidi Bel Abbes, puis commence sa carrière de comédien et de mise en scène. Il crée une compagnie privée appelée Tinhinan.

## Filmographie

### Télévision
- 1998 : Achouak madina
- 2007 : Une histoire à ma fille (Chantal Picault)
- 2007 : L'Affaire Ben Barka  (Jean-Pierre Sinapi)
- 2008 : Belleville Tour
- 2022 : César Wagner

### Cinéma
- 1998 : Fleur de lotus
- 2005 : Trash (Mathieu Turi)
- 2008 : Secret-Défense (Philippe Haim)
- 2009 : Envoyés très spéciaux
- 2010 : Hors-la-loi
- 2024 : 196 Mètres
- 2024 : Ben M'hidi [3]

## Jeux
- 2013 : Full Cast & Crew [4]

## Théâtre
- L'autre rive[5]
- DZ’imigris [5]
- Cité H de Carlo Boso et Gilbert Bourabia
- Jeu d’aiguilles mes Delphine de Boutray,
- Habil et Habil , de H’mida Ayachi [6]
- Titus Andronicus, (Compagnie Tikaro, Paris),
- Quatre en un, de Ray Bradbuy – mes Azzedine Abbar.

## Distinctions

### Récompenses
- Prix de la mise en scène au Festival National du Monologue de Tenes, pour « C'est la Vie » de Djahid Dine El Hanani[7].

### Nominations
- Il a été nommé au 1er prix d'interprétation masculine au Festival du Théâtre Maghrébin de Sidi Bel Abbes pour « Habil oua Habil » de H'mida Ayachi[8].